# 物價
物價是反映整體經濟活動情況的重要指標，因此常被使用於宏观经济学的研究中。另外，大部分中央銀行都以穩定物價為其主要工作目標，因此國際投资者亦非常注視這国际统计項目。
居民消费价格指数是最常被用於反映物價的統計數字，是從消費者的角度去量度物價的改變。除此以外，亦有其他的統計數字從不同的角度去量度物價的改變。例如：
- 生产者价格指数－從生產者的角度去量度物價的改變。
- 国内生产总值內含平減物价指数－涵蓋国内生产总值內有關消費、投資和貿易的物價變動。
- 工资指数－反映勞工市場的工資率變動。

明朝的《宛署杂记》中，记录8斤生猪肉要價白银1钱六分。《中国近代手工业史资料》记载：康熙年间北京的酱园店，一文钱可以买酱醋油酒各一碗，谓之“四碗一文”。不同時期的物價會經常被比較，但物價中的季節性因素可能遠較其長期趨勢顯著，所以當研究物價長期趨勢時，通常會以季節性調整的物價指數作比較。例如，物價在每年新年期間都會因慶祝活動大幅上升，但該物價上升並非與物價長期趨勢有關。
另一方面，物價的短期波動會覆蓋物價的長期趨勢，所以去除波動部分的核心物價指數亦會經常被使用。例如，食物和燃料會因突然出現的寒流而大幅上升，但寒流過後該些物價便會回落，所以核心物價並不計算食物和燃料的價格.。